# Viveiro (Gerichtsbezirk)
Der Gerichtsbezirk Viveiro ist einer der 9 Gerichtsbezirke in der Provinz Lugo.
Der Bezirk umfasst 7 Gemeinden auf einer Fläche von 602,42 km² mit dem Hauptquartier in Viveiro.

## Gemeinden
| Gemeinde               | Einwohner (2024) | Fläche km² | Dichte Einw./km² | Cod INE | Postleitzahl |
| ---------------------- | ---------------- | ---------- | ---------------- | ------- | ------------ |
| Burela                 | 9.547            | 7,78       | 1.227            | 27902   | 27880        |
| Cervo                  | 4.184            | 77,86      | 54               | 27013   | 27730        |
| Foz                    | 10.198           | 100,29     | 102              | 27019   | 27780        |
| Ourol                  | 985              | 142,07     | 7                | 27038   | 27865        |
| O Vicedo               | 1.589            | 75,96      | 21               | 27064   | 27860        |
| Viveiro                | 15.217           | 109,34     | 139              | 27066   | 27850        |
| Xove                   | 3.327            | 89,12      | 37               | 27025   | 27870        |
| Gerichtsbezirk Viveiro | 45.047           | 602,42     | 75               | –       | –            |